# 奥尻海嶺
奥尻海嶺（Okushiri Ridge、おくしりかいれい）は、日本海北東部に位置する海嶺。海上部としての奥尻島も含めた名称であり、北海道の西側に位置し、南北方向に津軽半島西方まで続く。奥尻島南方の浅海・海嶺域は、奥尻海脚とも呼ばれる。
日本海東縁変動帯のひとつで、1983年の日本海中部地震（久六島付近で発生）、1993年の北海道南西沖地震（あるいは奥尻島地震）の震源域でもあった。
1986年に実施された調査では、海山部から採取された岩石に玄武岩枕状熔岩（ソレアイト玄武岩）が含まれていたとの報告がある。これら採取岩石は、日本海が大陸の縁辺部が裂開して形成された証拠の一部として解釈されている。